# Адмет
Адме́т (дав.-гр. Ἄδμητος) — син фессалійського володаря Ферета; брав участь у полюванні на калідонського вепра і в поході аргонавтів. 
Відомий тим, що Зевс віддав Адмету у пастухи покараного Аполлона, який убив кіклопів або дракона Пітона. За те, що Адмет добре ставився до Аполлона, бог віддячив йому. Коли Пелій пообіцяв тому, хто запряже в колісницю лева й вепра, віддати свою дочку Алкесту, Аполлон допоміг Адмету виконати цю примху володаря. Справляючи весілля з Алкестою, Адмет забув принести традиційні передшлюбні жертви Артеміді, і розгнівана богиня послала змію в шлюбні покої, але Аполлон знову прийшов на допомогу — домовився з мойрами, що коли наближатиметься Адметова смерть, замість нього може вмерти хтось інший. В Аїд замість чоловіка погодилася зійти Алкеста. За подружню відданість Геракл визволив Алкесту з Аїду й повернув своєму другові Адмету.
Сюжет цього міфу відбито в трагедії Евріпіда «Алкеста», на основі якої австрійський композитор Крістоф Віллібальд Глюк написав ліричну оперу на три дії «Алкеста», яка була поставлена у Відні у 1767 році.